# Bentley EXP 9 F
O Bentley EXP 9 F é um protótipo da Bentley com lançamento confirmado. É o primeiro SUV da montadora, assim como os seus concorrentes Lamborghini Urus e Audi Q7.